# Scopula caesarea
Scopula caesarea là một loài bướm đêm trong họ Geometridae.